# Portknockie
Portknockie est une localité de Moray, en Écosse.
C'est un village de pêcheurs situé à mi-chemin entre Aberdeen et Inverness. Le site est occupé depuis l'âge du fer.

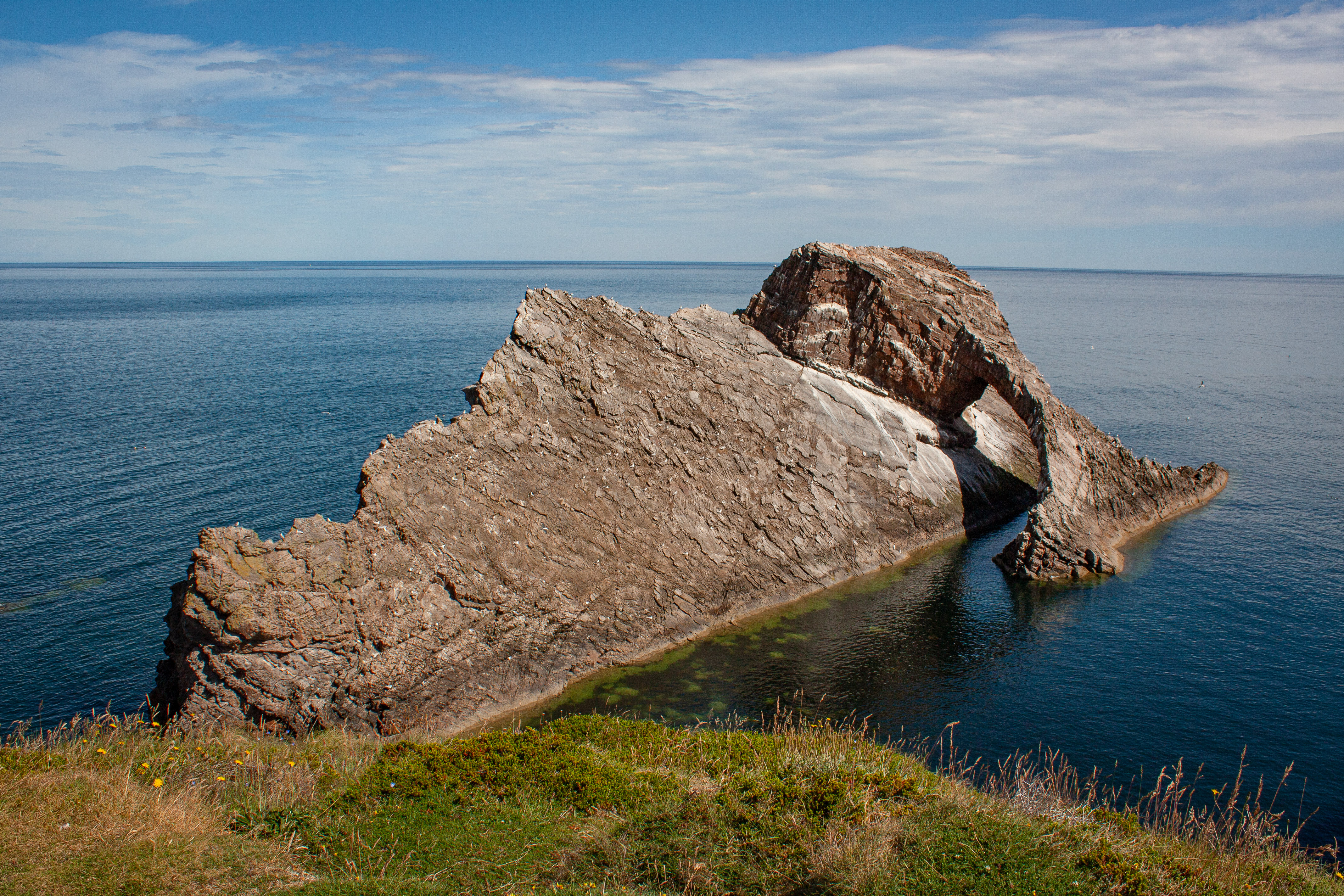
Bo Fiddle Rock près de Portknockie